# Stephan Schwingeler

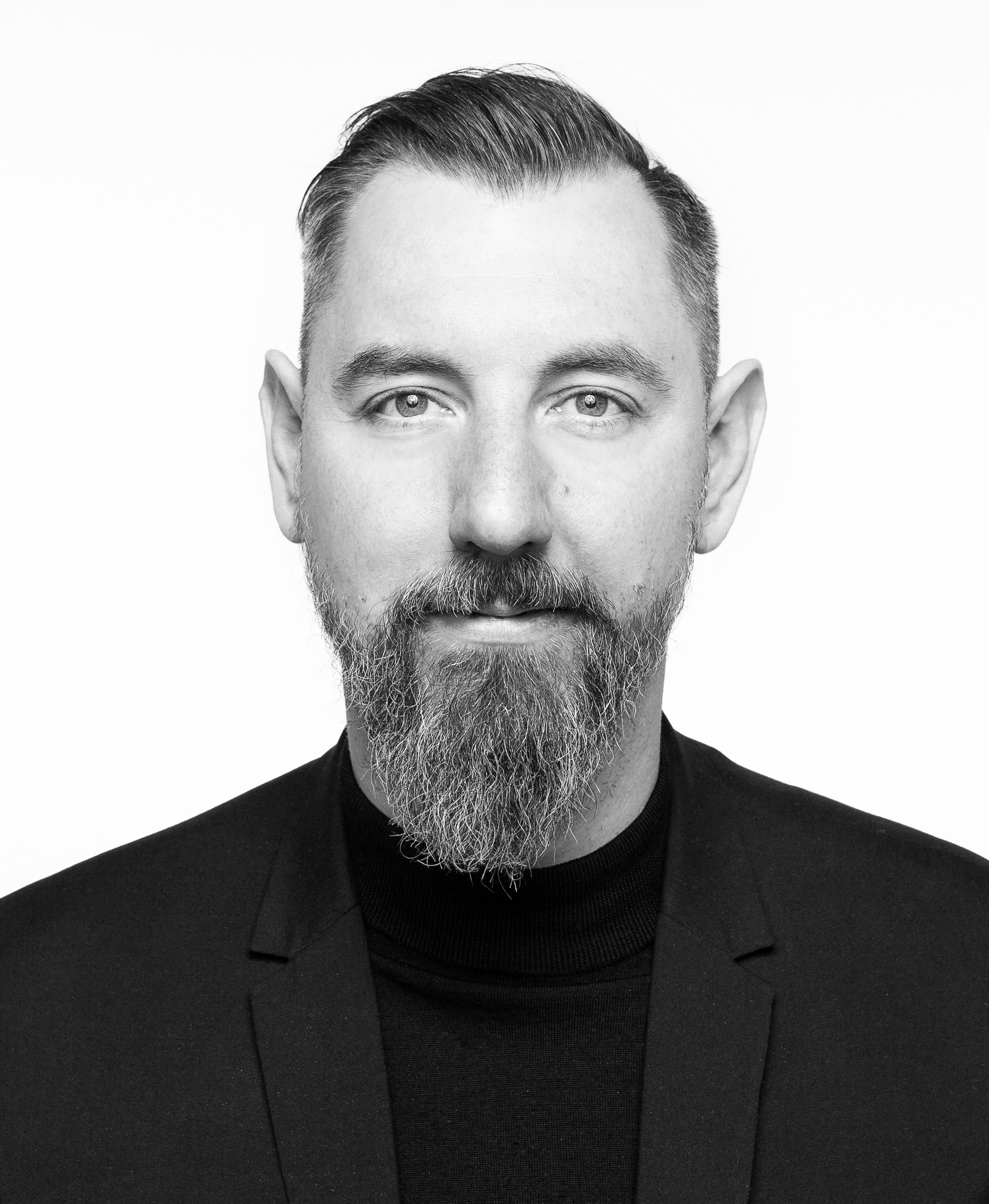

Stephan Schwingeler (* 1979 in Dortmund) ist ein deutscher Kunsthistoriker und Medienwissenschaftler mit Schwerpunkten in den Bereichen der Bildwissenschaft, Medienkunst und des Computerspiels. Schwingeler ist Professor für Medienwissenschaft an der  HAWK Hochschule für angewandte Wissenschaft und Kunst Hildesheim an der Fakultät Gestaltung. Zuvor war er Professor für Game Design an der media Akademie – Hochschule Stuttgart. Er arbeitet zudem als Kurator.
Schwingeler gehört international zu den Vorreitern der Game Studies, die Computerspiele als relevante Gattung im Kanon der bildenden Kunst erforschen. Schwingeler war der erste Kunsthistoriker Deutschlands mit einer Promotion über Computerspiele.

## Leben
Stephan Schwingeler studierte Kunstgeschichte und Medienwissenschaft in Trier und Florenz. 2007 beendete er sein Studium mit dem Magister artium mit einer Magisterarbeit über die Konstruktion von Perspektive in Computerspielen. Die Arbeit erschien als Schwingelers erste Monografie unter dem Titel Die Raummaschine – Raum und Perspektive im Computerspiel. 2013 wurde er promoviert mit einer Arbeit über künstlerische Computerspielmodifikationen, z. B. bei Cory Arcangel und JODI.
Von 2010 an war Schwingeler wissenschaftlicher Berater der Next Level Conference, die vom NRW KULTURsekretariat in Zusammenarbeit mit dem Ministerium für Familie, Kinder, Jugend, Kultur und Sport des Landes Nordrhein-Westfalen organisiert wird. Die Konferenz widmet sich den Themenfeldern Kunst und Kultur von Computerspielen und findet nach den Anfangsjahren in Köln seit 2012 im Dortmunder U statt. In diesem Zusammenhang führte er auch erfolgreich den Blog der Next Level Conference und war verantwortlich für das Community Management und die Social-Media-Auftritte der Konferenz.
In den Jahren 2012 bis 2014 absolvierte er ein wissenschaftliches Volontariat am Zentrum für Kunst und Medientechnologie und organisierte bzw. kuratierte u. a. die Ausstellungen „Henry Flynt. Activities 1959–“, „High Performance. Die Julia Stoschek Collection zu Gast im ZKM“ und „ZKM_Gameplay“. Die Ausstellung „ZKM_Gameplay“, die sich künstlerischen Computerspielen und Game Art widmet, baut theoretisch auf Schwingelers Forschungsergebnissen auf. Die Ausstellung beweist das künstlerische Potenzial von Computerspielen.
Parallel nahm er Lehraufträge das Fach Medienkunst an der Staatlichen Hochschule für Gestaltung Karlsruhe unter dem Rektorat von Peter Sloterdijk wahr. Er leitete das dort ansässige „Game Lab“, das sich mit künstlerischen und experimentellen Formen des Game Design beschäftigt.
Ab 2014 war er festangestellter wissenschaftlicher Mitarbeiter und Kurator am Museum für Neue Kunst unter der Leitung von Andreas Beitin. Dort begleitete und kuratierte er verschiedene Ausstellungs- und Publikationsprojekte, darunter eine Ausstellung zu Serious Games und zu den Effekten der Globalisierung sowie Digitalisierung auf die Künste.
Ab 2017 war Schwingeler Professor für Game Design an der media Akademie – Hochschule Stuttgart. 2018 folgte Schwingeler einem Ruf an die HAWK in Hildesheim und bekleidet dort seit Sommersemester 2018 die Professur für Medienwissenschaft an der Fakultät Gestaltung.
Zu Stephan Schwingelers Forschungsschwerpunkten gehören Computerspiele als künstlerisches Material, Game Design, Game Studies, Medienkunst, Bildwissenschaft, mediale Ästhetik, Virtual Reality, Kunsttheorie und Medientheorie.

## Rezeption
Der Medientheoretiker Peter Weibel charakterisiert Schwingelers Buch „Kunstwerk Computerspiel – Digitale Spiele als künstlerisches Material“ als Standardwerk und stellt im Vorwort dazu fest:

„Durch Stephan Schwingelers Dissertation wird eine neue Gattung in die Diskurse der Kunstgeschichte eingeführt. Schwingeler unterstreicht die Bedeutsamkeit des Mediums Computerspiel für die Kunstwissenschaft. Er zeigt das Defizit auf und füllt gleichzeitig die Leerstelle, indem er die medialen Eigenschaften des Computerspiels nicht nur in einem Nachschlagewerk identifiziert und gründlich aufarbeitet, sondern das Computerspiel gleichzeitig als künstlerisches Material und damit als neue Gattung im Kanon der Bildenden Künste überzeugend und kritisch identifiziert.“

## Ehrungen und Auszeichnungen
- Förderpreis für den wissenschaftlichen Nachwuchs des Freundeskreises Trierer Universität e.V. für die Promotionsschrift Kunstwerk Computerspiel – Digitale Spiele als künstlerisches Material.[6]

## Publikationen (in Auswahl)

### Selbständige Schriften
- Kunstwerk Computerspiel – Digitale Spiele als künstlerisches Material. Eine bildwissenschaftliche und medientheoretische Analyse. Transcript, Bielefeld 2014, ISBN 978-3-8376-2824-1.
- Die Raummaschine. Raum und Perspektive im Computerspiel. VWH Verlag, Boizenburg 2008, ISBN 978-3-940317-24-7.

### Herausgeberschaften
- I am Error – Störungen des Computerspiels, Navigationen, Nr. 2/2012, hg. v. Benjamin Beil, Philipp Bojahr, Thomas Hensel, Markus Rautzenberg, Stephan Schwingeler u. Andreas Wolfsteiner, Siegen 2014, ISSN 1619-1641
- The Ludic Society – Zur Relevanz des Computerspiels. Kritische Berichte. Zeitschrift für Kunst- und Kulturwissenschaften. Nr. 2/2009, hg. v. Ulrike Gehring u. Stephan Schwingeler, Marburg 2009.

### Aufsätze (in Auswahl)
- Game Art. Computerspiele in der bildenden Kunst. In: Natascha Adamowsky (Hrsg.): Digitale Moderne. Die Modellwelten von Matthias Zimmermann. Hirmer Verlag, München 2018, ISBN 978-3-7774-2388-3, S. 62–71
- Das Computerspiel im Kunstdiskurs, In: Deutsches Filminstitut – DIF e.V.; Deutsches Filmmuseum, Frankfurt am Main [Hrsg.]: Film und Games – Ein Wechselspiel, Berlin 2015, S. 212–220.
- Unspielbare Spiele – Künstlerische Computerspielmodifikationen im medientheoretischen Schwebezustand. In: Freyermuth, Gundolf; Gotto, Lisa; Beil, Benjamin: New Game Plus – Perspektiven der Game Studies. Genres – Künste – Diskurse, Bielefeld 2014, S. 219–245.
- Kill Screen: Transparency Turns into Opacity. Game Art between Immediacy and Hypermediacy. In: Begleitender Katalog zur Ausstellung Computerspielen – Perspectives of Play im Museum Ostwall/Dortmunder U, 6. Dezember 2013 – 3. Januar 2014, Verlag der Kunsthochschule für Medien Köln, Köln 2014, S. 35–38.
- It’s all about connecting the dots – Raum und Perspektive im Computerspiel. In: Beil, Benjamin; Bonner, Marc; Hensel, Thomas [Hrsg.]: Computer | Spiel | Bilder. Glückstadt 2014, S. 25–59.
- Computerspiele im Museum: Kuratorische Bemerkungen zu ZKM_Gameplay. In: Jahrmann, Margarete [Hrsg.]: Ludic Society #6. Zürich 2013, S. 10.
- Start New Game! Kuratorische Bemerkungen zur Game-Plattform ZKM_Gameplay. In: ZKM | Zentrum für Kunst und Medientechnologie [Hrsg.]: ZKM_Gameplay – Die Game-Plattform im ZKM. Karlsruhe 2013, S. 7–11.
- Kunst mit Computerspielen – Künstlerische Strategien zwischen Transparenz und Opazität. In: Beil, Benjamin; Hensel, Thomas; Schwingeler, Stephan et al. [Hrsg.]: I am Error – Störungen des Computerspiels. Navigationen, Nr. 2/2012. Siegen 2012, S. 59–79.
- Kunst mit Computerspielen: Künstlerische Strategien und kunsthistorische Bezüge. In: Mitgutsch, Konstantin; Wimmer, Jeffrey; Rusch, Doris; Rosenstingl, Herbert [Hrsg..]: Applied Playfulness. Conference Proceedings of the FROG Vienna Games Conference 2011. Wien 2012, S. 219–235.
- Schwingeler, Stephan; Henschel, Dorothée: Der Schuss von Saigon. Gefangenentötung für die Kamera. In: Paul, Gerhard [Hrsg.]: Bilder, die Geschichte schrieben. 1900 bis heute. Göttingen 2011, S. 196–204.
- Lohoff, Markus; Schwingeler, Stephan: Interferenzen – Eine kunsthistorische Betrachtung von Computerspielen zwischen Wissenschaft, Kommerz und Kunst. In: Gehring, Ulrike; Schwingeler, Stephan [Hrsg.]: The Ludic Society – Zur Relevanz des Computerspiels. Kritische Berichte. Zeitschrift für Kunst- und Kulturwissenschaften. Nr. 2/2009. Marburg 2009, S. 16–39.
- Schwingeler, Stephan; Weber, Dorothée: Der Schuss von Saigon. Gefangenentötung für die Kamera. In: Paul, Gerhard [Hrsg.]: Das Jahrhundert der Bilder. Bildatlas 1949 bis heute. Göttingen 2008, S. 354–362.
- Schwingeler, Stephan; Weber, Dorothée: Das wahre Gesicht des Krieges: Die Hinrichtung in Saigon von Eddie Adams. Das Entstehen einer Ikone vor dem Hintergrund ihrer Publikationsgeschichte in den Printmedien. In: Ikonographie der Gewalt. Kritische Berichte. Zeitschrift für Kunst- und Kulturwissenschaften. Nr. 1/2005. Marburg 2005, S. 36–51.